# خانه طبسی
منزل طبسی مربوط به اوایل دوره قاجار است و در جنوب غربی فردوس، محله سردشت واقع شده و این اثر در تاریخ ۶ اسفند ۱۳۸۵ با شمارهٔ ثبت ۱۷۴۲۱ به‌عنوان یکی از آثار ملی ایران به ثبت رسیده است.